# Larisa Ortiz Quintero
Larisa Ortiz Quintero (Molcaxac, Puebla; 27 de julio de 1968) es una mujer indígena nahua, defensora e impulsora de los derechos de los pueblos indígenas.

## Biografía
Originaria de la comunidad nahua de Santa Cruz Huitziltepec, en el municipio de Molcaxac, Puebla. Vivió su niñez en su comunidad de origen y después migró con sus padres y hermanos a la Ciudad de México. En la capital, tuvo la oportunidad de estudiar derecho e inició desde muy joven su trayectoria social por el reconocimiento de los pueblos indígenas y de sus derechos fundamentales.
Ha escrito diversos artículos en publicaciones especializadas de Derechos Humanos para impulsar y visibilizar los derechos de los pueblos indígenas, tanto desde la academia, el servicio público y el activismo social. Aportando a la construcción metodológica de la implementación de la obligación del Estado a consultar a los pueblos cualquier medida que pueda incidir en sus derechos.
Fue titular de la Secretaría de Pueblos y Barrios Originarios y Comunidades Indígenas Residentes, primera secretaría del Gobierno de la Ciudad de México dedicada a los pueblos indígenas.
Exmagistrada de Sala Ordinaria del Tribunal de Justicia Administrativa de la Ciudad de México. 

## Reconocimientos
- Recibió la Medalla Omecihuatl en 2016, por sus más de 26 años de trayectoria social  en beneficio de las mujeres indígenas en la Ciudad de México.

- En repetidas ocasiones recibió reconocimiento por su desempeño en el Servicio Profesional de los Derechos Humanos de la Comisión de Derechos Humanos del Distrito Federal.